# خطرناک (فیلم ۲۰۲۱)
خطرناک (به انگلیسی: Dangerous) یک فیلم اکشن و دلهره‌آور کانادایی-آمریکایی محصول سال ۲۰۲۱ به کارگردانی دیوید هکل با بازی اسکات ایستوود، تایریس گیبسون، فامکه یانسن، کوین دوراند و مل گیبسون است. این فیلم در ۵ نوامبر ۲۰۲۱ در سینماها و به صورت درخواستی اکران شد. و نقدهای منفی از سوی منتقدان دریافت کرد.

## داستان
دیلان فورستر، یک قاتل روانی، در حال کنترل غرایض خود با مصرف داروی تثبیت‌کننده لیتیوم است (که برچسب روی بطری دارو در فیلم به اشتباه نمایش داده شده) تحت نظارت دکتر آلدروود. او از ملاقات با مأمور مشروط خود شانه خالی می‌کند تا به جزیره گاردین، جزیره‌ای که متعلق به خانواده‌اش است، سفر کند و پس از مرگ ناگهانی برادرش شان، با خانواده آشتی کند.  
مادرش، لیندا فورستر، به دلیل ماهیت واقعی‌اش از او متنفر است و او را تشویق به ترک جزیره می‌کند. در همین حال، مأمور شانیسی در تلاش است تا دیلان را به دلیل فرار از نظارت مشروط و خطرناک بودنش پیدا کند. کلانتر مک‌کوی، کلانتر جزیره گاردین، متوجه می‌شود دیلان یک فراری تحت تعقیب است و او را دستگیر کرده و در پناهگاه زیرزمینی جزیره زندانی می‌کند.

## تولید
تصویربرداری اصلی در دسامبر ۲۰۲۰ آغاز شد و در ۲۳ دسامبر به پایان رسید. فیلمبرداری در کملوپس و اوکناگن کانادا رخ داده‌است.